# Виллагора (посёлок)
Ви́ллагора (карел. Villamägi, Villumägi) — посёлок в составе Чалнинского сельского поселения в Пряжинском национальном муниципальном районе Республики Карелия Российской Федерации.

## Общие сведения
Расположен на автодороге Петрозаводск-Суоярви. Вблизи располагается железнодорожная станция Виллагора Октябрьской железной дороги Петрозаводск-Суоярви.
В 2010 году построена часовня Георгия Победоносца.

## Достопримечательности

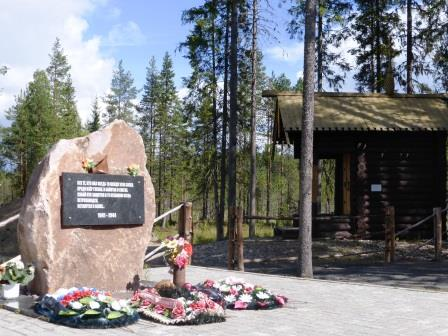
Мемориальный комплекс «Курган Славы»

В 3 км от посёлка, по шоссе в сторону Петрозаводска, расположен мемориальный комплекс «Курган Славы». Здесь захоронено 773 воина Карельского фронта, погибших в годы Советско-финской войны (1941—1944).

## Население
| 2002 | 2009 | 2010 | 2013 |
| ---- | ---- | ---- | ---- |
| 98   | ↗99  | ↘74  | ↗75  |

## Улицы
- пер. 1-й
- ул. Амбулаторная
- ул. Биржевая
- ул. Болотная
- ул. Гористая
- ул. Дорожная
- ул. Железнодорожная
- ул. Заречная
- ул. Конечная
- ул. Лесная
- ул. Маркеличная
- ул. Парковая
- ул. Почтовая
- ул. Центральная
- ул. Школьная

## Транспорт
Посёлок связан регулярным автобусным сообщением с Петрозаводском и Суоярви.